# Misty Fields
Misty Fields is een driedaags Nederlands alternatief muziekfestival dat sinds 2007 in het Brabantse Heusden plaatsvindt, nabij natuurgebied De Groote Peel. Het festival brengt op drie podia verschillende internationale en Nederlandse undergroundbands samen. Zo stonden in het verleden o.a. shame, Gilla Band, Nation of Language, The Murder Capital, Preoccupations,  Protomartyr, together PANGEA, Bodega, METZ en The Murlocs in het Misty Fields bos. Naast muziek biedt het festival haar bezoekers ook theater en beeldende kunst.

## Bord op heuvel
Op een heuvel op het festivalterrein staat een bord dat een parodie is op het Hollywood-bord; in plaats van Hollywood staat er Misty Fields.

## Line-ups

### 2025 (5, 6 en 7 september)
Yard Act, DIIV, The Horrors, Clap Your Hands Say Yeah (performing their debut album), 
Tropical Fuck Storm, Black Lips, SCALER, Divorce, Bambara, SØWT, TRAVO, C.O.F.F.I.N., La SeCURITé, Honeyglaze, Good Looks, The Sophs, Friedberg, Terra Twin, Kaat Van Stralen, Long Fling, Ducks Ltd., Chartreuse, Stuzzi, Moreish Idols, Floodlights, Parker Fans, University, Brown Horse, Doctor Velvet, W.H. Lung, C Turtle, Gut Health, nonne, Mên An Tol, FIEP, Porcelain ID, Hamish Hawk, Buzzard Buzzard Buzzard, Swallow The Rat, Chest., TVOD, Outahead, De Stekkers e.a. (Voorlopig bekendgemaakte affiche, onder voorbehoud van wijzigingen)

### 2024
Nation of Language, Crack Cloud, Warmduscher, Pigs Pigs Pigs Pigs Pigs Pigs Pigs, Compact Disk Dummies, Meatbodies, Deeper, La Luz, OMNI, BLUAI, RVG, The Grogans, Nusantara Beat, Sarah Klang, Wombo, Girl and Girl, NewDad, Library Card, Water From Your Eyes, Palehound, Hoorsees, Julianna Riolino, CVC, tapir!, Cairo Jag, The 113, MEULE, Alaska Gold Rush, Adult DVD, Big Special, Texoprint, Teddy's Hit, Enola, Alien Chicks, YARD, Mood Bored, Getdown Services, Thames, Vals Alarm, PM Warson, Those Foreign Kids, Fit

### 2023
shame, Bodega, Preoccupations, The Murlocs, Snapped Ankles, SLIFT, Daniel Romano's Outfit, JW Francis, Black Sea Dahu, The Mary Wallopers, The Bug Club, Theo Lawrence, Borokov Borokov, Elephant Stone, Flyying Colours, Personal Trainer, Tramhaus, The Clockworks, DITZ, Hallan, New Candys, Ada Oda, The Muckers, Marathon, Beige Banquet, Lambrini Girls, Chalk, Cloud Cafe, The Pine Hill Haints, Lael Neale, Caitlin Rose, Gitkin, Søwt, Jimmy Diamond, Sunfruits, Whitney K, Lov3less, Marlon Pichel, Misprint

### 2022
Protomartyr, Gilla Band, Night Beats, Psychedelic Porn Crumpets, Los Bitchos, Moss, Just Mustard, PVA, TV Priest, Traams, Dawn Brothers, Whitney Rose, BDRMM, The Haunted Youth, Kim Churchill, 10000 Russos, High Hi, Triptides, Holiday Ghosts, Beharie, Bilk, Sprints, Memes, Folly Group, Regressive Left, Elephant, Talk Show, Pinch Points, Joshua Ray Walker, The Lounge Society, Lime Garden, Opus Kink, Rob Heron & The Tea Pad Orchestra, Robbing Banks, Uninvited

### 2020 (Het Bos In)
Pip Blom, Personal Trainer, Nouveau Vélo, The Ballet Bombs, The Klittens, Global Charming, a fungus, Kieff, Socks;SportsSocks

### 2019
together PANGEA, Claw Boys Claw, Cabbage, The Mystery Lights, The Murder Capital (vervingen Mike Krol), Steve Gunn, The Mauskovic Dance Band, Crows, Rizan Said, The Graveltones, Charlie Parr, Sports Team, King Salami & The Cumberland Three, Jo Wilkes, Frankie & The Witch Fingers, Holy Moly and the Crackers, SONS, BAD NERVES, Goldstar, Tallies, SLIFT, Yin Yin, Penelope Isles, Steph Grace, Donna Blue, Love Couple, Egyptian Blue, La Loye, Faux Ferocious, Mush, Black Leather Jacket, Real Derek, Seymour Sachs, Geoff Wylo, Windup Space

### 2018
METZ, Tijuana Panthers, Yak, Birth of Joy, Equal Idiots, Dylan Leblanc, Snail Mail, Lysistrata, Cut Worms, Moaning, Nicole Atkins, Bloody Knees, Pip Blom, Nordmann, Lewsberg, Dirty Deep, Tony Clifton, Streetbeat Empire, Korfbal, Kitchenette, Niko, Nick Dittmeier & The Sawdusters, Komodo, The Feliciano's, Mikawe Oziki, The Ballet Bombs, Papajahkur, Psyso

### 2017
King Khan and the Shrines, Mozes and the Firstborn, Cosmonauts, Mueran Humanos, Amber Arcades, Traams, Brutus, Iguana Death Cult, William The Conqueror, Baptiste W. Hamon, EUT, Mighty Breaks, Dry Riverbed Trio, Dieter Von Deurne & The Politics, Vaadat Charigim, Mooon, Henk en Melle, Baby Galaxy, Statue, B Boys, S.T. Cordell, O, kutjes, La Jungle, Tami Neilson, Boogie Beasts, Unknown Jet, Stompin' Grounds, Beyond All Hopes, Number Two

### 2016
Black Box Revelation, Flying Horseman, De Likt, Indian Askin, Aidan Knight, Bewilder, Yung, Spirit Family Reunion, Mike Krol, Ulrika Spacek, Spirit Valley, Newmoon, Alaska Gold Rush, The Afterveins, Hoodoo Monks, The Great Communicators, Burning Down The House, Radio Eliza, Agitator, Big Ritch & The Blacksmith Company, Dondersteen, Robin Hood, In The Attic, Jordi De Backer

### 2015
The Minutes, PAWS, The Ex, Solids, Fuck Art, Let's Dance!, Crows, The Deslondes, Sonny & The Sunsets, T-99, PAUW, Nouveau Velo, Teen Creeps, Matzko, Baba Zula, Adam Lopez & His Rhythm Review, Maarten Van Der Zanden, Lookapony, Jesco, Bow Down Crow, Cupid, Guild Talking, Ravendous

### 2014
Daniel Romano, Broke, Urban Voodoo Machine, Tweens, Tim Vantol, Audacity, Breaking Levees, Psycho 44, Small Time Crooks, Pignose Willy's, Dans Dans, Bouke van Laarhoven & Kartel, Elco Weitering & de mannen van de Peel, Join Us In Creating Excellence, We Are Hughes, Gregory Page, Tsar Bompa, King Dalton, Silhouettes, Klabats, The DC Dedlys, Fabrieke

### 2013
Cousin Harley, The Van Jets, The Hackensaw Boys, Two Cow Garage, Dead Elvis and his One man Grave, Stoosh, traumahelikopter, Maarten Van Der Zanden, Maask, Tenement Kids, BRNS, Suit And Tie Johns, Hoodoo Monks, Cellar men, Feliciano's, Jan Van Corneel

### 2012
DAAN, Birth of Joy, BlackboxRed, Blackberry & Mr Boohoo, Charlie Jones' Big Band, Niels Duffhuës, Matzko, Maison Du Malheur, Hummingbirds, Toxic Basste, Generaal Mus, De Stekkers, Rockking, Balztanz, Michiel

### 2011
The Sore Losers, Allez Soldaat, Woody & Paul, platzak, Too Tangled, Autumnsun, traumahelikopter, Maik Gnass, According To Gary, Cosstec, Mick Marshall, Daybreak 52, Sh!t storm, Make the groove

### 2010
Heavy Trash, Drive Like Maria, Moss, The Experimental Tropic Blues Band, The saddle tramps, Customs, Madensuyu, Denvis 'n the Real Deal, Bone Machine, Awkward i, Grounded, Sons of the Patriot, The Gospel, Milou Verleg, Horlepiep, Gebroeders Drap, Peter Habets

### 2009
DeWolff, Hallo Venray, Mintzkov, The Death Letters, Lady Linn and her magnificent 7, Francis Breuker met Koper Kwintet, GSM, De Bend, Big Low, Juice Box, Jennemieke Snijders & Cor Mutsers, De Stekkers, Van de Ven Band, Bob Wayne, Ton Engels, Piet Snijders

### 2008
Triggerfinger, The Seatsniffers, Voicst, Def Americans, The Horse Company, Peter Habets & Matzko, Hummingbirds, Blow Beat, Ponoka

### 2007
Coparck, Folgazan, Ernix, T-99, Absynthe Minded, The Watchman, Jennemieke & Cor Mutsers, Björn v.d. Doelen, Erato, Curandei, drum & percussie

### 2006
Grimm, Zaphod, Mala Vita, Absent Minded, Emotional Elvis, Combodiconjo, Matzko, Failer